# Simrishamn (stad)

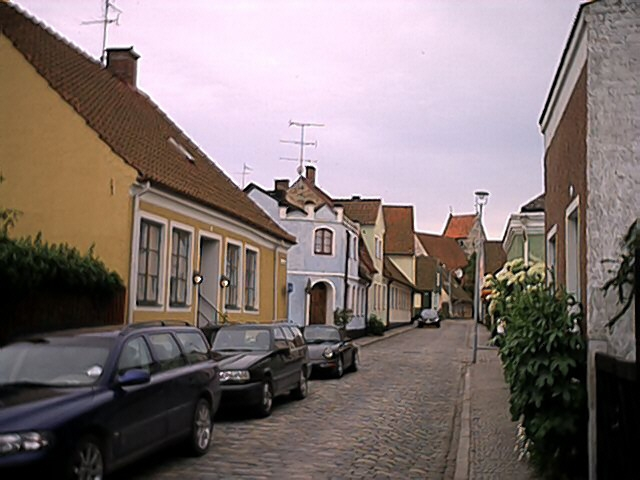
Stora Rådmansgatan

Simrishamn is de hoofdplaats van een gelijknamige gemeente Simrishamn in het zuiden van Skåne, de zuidelijkste provincie van Zweden. De stad heeft 6546 inwoners (2005) en een oppervlakte van 448 hectare.

## Verkeer en vervoer
De stad ligt aan de Oostzee en is gebouwd rondom de hoofdstraat Storgatan. Langs de plaats gaat de Riksväg 9 en eindigt de Riksväg 11. Ook heeft ze een station en vormt het eindpunt van de spoorlijn Simrishamn - Malmö.

## Geboren
- Marie Svensson (1967), tafeltennisster